# 1er régiment étranger de cavalerie
Pour les articles homonymes, voir 1er régiment de cavalerie.
Le 1er régiment étranger de cavalerie (1er REC) est un régiment de la Légion étrangère dans l'Armée de terre française, qui présente la particularité d'être le seul spécialisé dans le combat blindé. C'est l'un des deux régiments de cavalerie de la 6e brigade légère blindée.

## Création et différentes dénominations
1921 : Création du 1er régiment étranger de cavalerie (1er REC)

## Chefs de corps
- 1921 : colonel Perret
- 1922 : lieutenant-colonel Sala
- 1923 : colonel Maurel
- 1925 : colonel Sala
- 1931 : colonel Burnol
- 1932 : colonel Bonnefous
- 1935 : colonel Amiel
- 1936 : colonel Berger
- 1940 : colonel Jacques le Vavasseur
- 1943 : colonel Miquel
- 1945 : colonel Lennuyeux
- 1945 : colonel Robert
- 1946 : colonel Marion
- 1948 : lieutenant-colonel Doré
- 1949 : colonel de Battisti
- 1951 : colonel Royer
- 1952 : colonel Deluc
- 1953 : colonel Hardoin
- 1954 : lieutenant-colonel Coussaud de Massignac
- 1956 : colonel Ogier de Baulny
- 1956 : colonel Spitzer[a]
- 1958 : colonel de Blignières
- 1960 : lieutenant-colonel de La Chapelle
- 1961 : colonel Barazer de Lannurien
- 1962 : colonel de Monplanet
- 1963 : colonel de Froissard de Broissia
- 1965 : lieutenant-colonel Ansoborlo[b]
- 1967 : lieutenant-colonel Bart[b]
- 1969 : lieutenant-colonel Caillard d'Aillières
- 1971 : lieutenant-colonel Fesneau
- 1973 : lieutenant-colonel Lorho[b]
- 1975 : colonel Devouges[b]
- 1977 : colonel Le Corre[c]
- 1979 : colonel Audemard d'Alançon[b]
- 1981 : colonel de la Presle[d]
- 1983 : colonel Ansart de Lessan[b]
- 1985 : colonel Belloir[b]
- 1987 : colonel Badie[c]
- 1989 : colonel Ivanoff[c]
- 1991 : colonel de Kermabon[a]
- 1993 : colonel Franceschi[b]
- 1995 : colonel H. Clément-Bollée[a]
- 1997 : colonel Colas des Francs[b]
- 1999 : colonel B. Clément-Bollée[a]
- 2001 : colonel Yakovleff[a]
- 2003 : colonel de Saint-Chamas[a]
- 2005 : colonel Windeck[c]
- 2007 : colonel Dupont
- 2009 : colonel Jaron
- 2011 : colonel Béchon[c]
- 2013 : colonel Bouzereau
- 2015 : colonel Seiler
- 2017 : colonel Baudet
- 2019 : colonel Meunier
- 2021 : colonel Leinekugel Le Cocq
- 2023 : colonel Dias
- 2025 : lieutenant-colonel Guilhem Larchet

## Historique des garnisons, campagnes et batailles

### Entre-deux-guerres
Le 5 août 1920, une loi promulguée par le Président Deschanel autorise la création d’un régiment de cavalerie étrangère, d’un régiment d’artillerie étrangère et d’un bataillon de génie étranger. Le décret du 20 juin 1922 officialise la création du 1er REC.
Dès octobre 1920, à Saïda (Algérie), le sous-lieutenant Antraygues est le premier officier de la Légion désigné pour servir au 1er  Escadron. Le 8 mars 1921, à Sousse en Tunisie, le colonel Perret est désigné pour prendre le commandement de la formation qui monte en puissance. Elle est déjà constituée d'un état-major, d'un escadron hors rang et de deux escadrons, deux autres escadrons sont en cours de création. L'unité prend son nom de 1er Régiment étranger de cavalerie par le décret 6330-1/11 du 20 juin 1922.
À cette époque la Légion étrangère n'est constituée que de régiments d'infanterie et l'idée de créer une autre spécialité est loin de faire l'unanimité. Néanmoins, la Légion compte parmi ses effectifs de nombreux Russes issus des Armées blanches défaites par les Armées rouges. Forts de l'expérience de la cavalerie légère tsariste, ils permettent à la Légion de rapidement s'imposer dans la cavalerie. Les différents régiments d'infanterie reçoivent donc l'ordre d'envoyer leurs légionnaires anciens cavaliers pour créer l'ossature de cette nouvelle unité. C'est ainsi que le régiment se compose de nombreux soldats de l'ex-armée tsariste, mais aussi des armées hongroises de l'ancien empereur Charles Ier d'Autriche.
Créé en 1921, le 1er REC n'a connu ni dissolution, ni changement de nom, ni discontinuité physique ou dans son commandement. Depuis 2014, le régiment est installé au camp de Carpiagne à Marseille.
Depuis un siècle, le 1er REC a du faire preuve d'une grande capacité d'adaptation : il sert tour à tour à cheval en Syrie et au Maroc, puis sur automitrailleuses White-Laffly. 
Dès 1925, il est engagé simultanément en Syrie et au Maroc. Il crée sa réputation sur ces deux théâtres d'opérations, notamment au Levant lors des batailles de Messifre et de Rachaya, où le 4e escadron obtient la fourragère des TOE (théâtres d'opérations extérieurs).

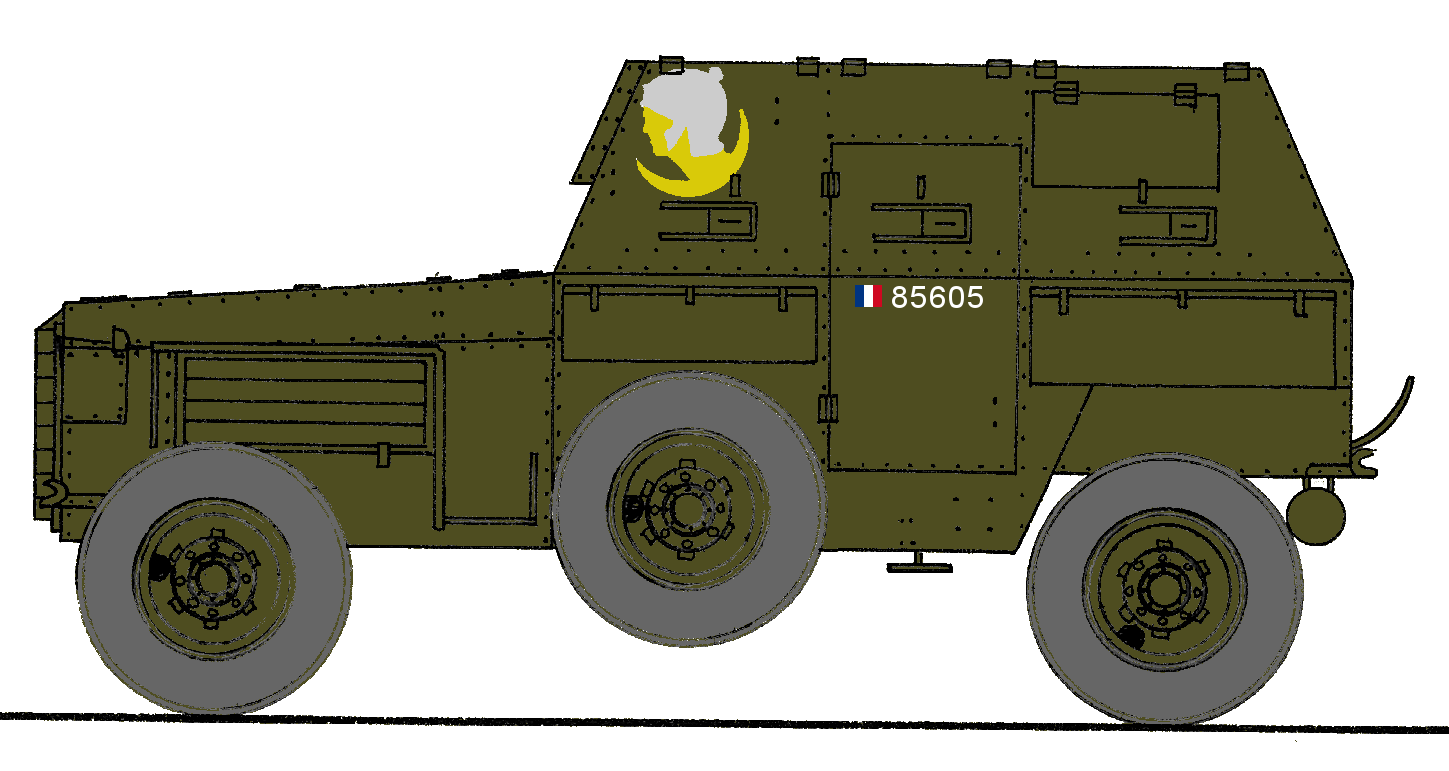
Voiture blindée Berliet VUDB du 5e escadron en 1935.

De 1927 à 1934, le 1er REC concentre ses efforts sur le Maroc où il détruit des bandes rebelles puis assure la sécurité des pistes sahariennes en plein développement.

### Seconde Guerre mondiale

#### 1939
Pendant la campagne de France en 1939, il met sur pied le GRDI 97 doté de side-cars et à partir de 1943, il est équipé, comme régiment de reconnaissance de la 5e division blindée, de chars légers et d'automitrailleuses américains à la libération de la France. Le 1er REC participe également de 1947 à 1954 à la guerre d'Indochine à bord de véhicules amphibies Crabes et Alligators puis à bord des EBR au cours de la guerre d'Algérie. À la fin de la guerre d'Algérie, il est stationné à Mers el-Kébir, avant de rejoindre le quartier Labouche à Orange à partir de 1967 où il est équipé d'AML 60 puis d'AMX. Le 11 juillet 2014, le régiment s'installe au camp de Carpiagne à Marseille.

#### 1940
En 1940, des éléments du 1er REC interviennent en France au sein du 97e groupe de reconnaissance de division d'infanterie (GRDI 97). Engagés dès le 18 mai 1940 sur la Somme, ils y combattent jusqu'à l'armistice. Une citation à l'ordre de l'armée consacre l'héroïsme de ces légionnaires.

#### 1943
En 1943, le régiment est de nouveau engagé en Tunisie contre les Allemands.

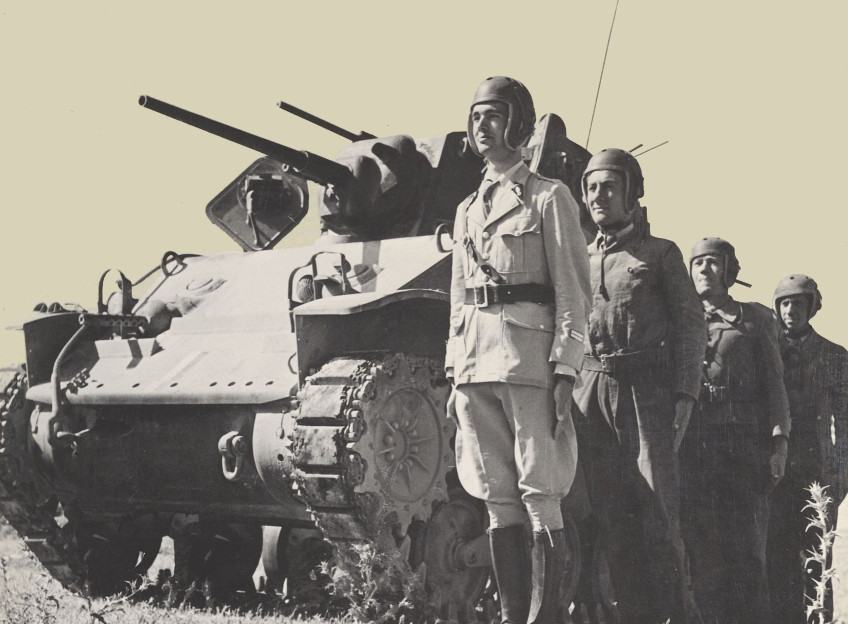
Char léger M5A1 du 1er REC au Maroc en juillet 1943.

#### 1944
En 1944 il devient le régiment de reconnaissance de la 5e DB et participe à la campagne de libération de la France. 

#### 1945
Il se fait notamment remarquer lors de la libération de la ville de Colmar et la prise de Stuttgart.
À la fin de la guerre, son étendard s'est enrichi de deux nouvelles palmes et de la fourragère de la Croix de guerre.

### De 1945 à nos jours

#### Guerre d'Indochine
En 1946, le 1er REC embarque pour l'Indochine. Ses escadrons et ceux des deux groupements autonomes qui servent l'étendard du régiment participent pendant neuf ans aux combats de la Cochinchine au Tonkin. On fait référence à lui, lors de cette période, sous l'appellation de "Grand REC" car il compte en 1954 près de 3 600 hommes répartis en 18 escadrons.
Durant cette période, le régiment connait un fait d'arme héroïque : le sauvetage du capitaine Hervé de Blignières, blessé au combat, par l'adjudant Roger Degueldre, seul, dans des conditions extrêmement périlleuses. Cela vaut à Degueldre, déjà médaillé militaire, d'être fait chevalier de la Légion d'honneur. Les deux hommes se retrouveront durant le Putsch d'Alger du 21 avril 1961 puis dans l'OAS, Blignières commandant l'organisation en métropole et Degueldre le Bureau Action et les commandos Delta.
Trois nouvelles citations et la fourragère des TOE viennent enrichir la cravate de l'étendard. De leur côté, les deux groupements autonomes ont mérité six citations.

#### Guerre d'Algérie
En 1954, le régiment retrouve la terre africaine et intervient dans la guerre d'Algérie pendant huit ans. Lors du Putsch d'Alger, le 1er REC est l'un des régiments qui se met sous l'autorité du général Challe, chef de la tentative de renversement du régime.
Après les accords d'Évian, il est regroupé sur la base de Mers el-Kébir où il stationne avec le 2e Régiment étranger de parachutistes jusqu'en 1967.

### Arrivée en métropole et début de l'ère des OPEX
Le régiment rejoint la France pour s'installer à Orange en 1967.
Le régiment est rattaché à la 14e division d'infanterie (14e DI) le 1er janvier 1976. En 1978 et 1979, il participe à l'opération Tacaud au Tchad où il est cité à l'ordre de l'armée. Les escadrons sont ensuite engagés plusieurs fois en mission de courte durée en République centrafricaine, à Bouar notamment.
En 1983, avec la 31e brigade, le 1er REC est engagé au Liban, au sein de la Force Multinationale de Sécurité à Beyrouth (F.M.S.B.) puis au Tchad de nouveau.

#### Guerre du Golfe
Dès le 15 septembre 1990, après l'invasion du Koweït par l'Irak, le régiment est engagé au complet au sein de la division Daguet au cours de l'opération Bouclier du désert puis Tempête du désert. Le 23 février 1991, le régiment franchit la frontière irakienne et s'empare, 36 heures plus tard, de son objectif, la base aérienne d'As Salman.
Le 1er REC obtient alors une nouvelle palme sur son étendard.

#### Cambodge
De décembre 1992 à juin 1993, le régiment retrouve l'Extrême-Orient dans le cadre de l'autorité provisoire des Nations unies au Cambodge (APRONUC).

#### Ex-Yougoslavie
Le régiment est engagé en octobre 1993 au sein de la Force de protection des Nations unies (FORPRONU) à Sarajevo. Ses escadrons sont régulièrement engagés avec les forces de l'OTAN dans les Balkans, en Macédoine et au Kosovo notamment, jusqu'en 1999.

#### République du Congo (Congo-Brazzaville)
En 1997, le régiment est engagé en république du Congo dans le cadre de l'opération Pelican pour rapatrier 6 000 personnes dont 1 500 Français.

#### République de Côte d'Ivoire
Le régiment est engagé en république de Côte d'Ivoire dans le cadre de l'opération Licorne, en 2002, 2005, 2006, 2009, 2011 (2e ESC) et 2013 (État-major, ECL et 5e ESC).
Le 3e ESC y est engagé en 2018, cette fois-ci au sein des Forces françaises en Côte d'Ivoire.

#### Afghanistan
Le régiment est projeté au sein de la Force internationale d'assistance et de sécurité en Afghanistan en 2005, 2009 et 2010, ainsi que dans le cadre de l'opération Pamir, en 2010 (1er ESC) et 2011 (5e ESC).

#### Tchad
28 ans après l'opération Tacaud, le régiment est de nouveau engagé au Tchad, dans le cadre de l'opération Épervier, en 2007, et 2011-2012 (État-major et 1er ESC).

#### République de Centrafrique
Le régiment est engagé en République centrafricaine, dans le cadre de l'opération Sangaris, entre 2013 (3e ESC) et 2015 (État-major, 3e et 4e ESC).

#### Mali
Le régiment est engagé au Mali dans le cadre de l'opération Serval en 2013 (1er et 4e ESC), puis de l'opération Barkhane en 2014 (5e ESC), 2015 (2e ESC) et 2017 (1er ESC).
Au début 2020, une partie du régiment est engagée au Sahel. Les escadrons forment le groupement tactique désert (GTD) Centurion qui, au côté des GTD Dragon (2e REI) et Altor (2e REP) participe à l'opération Monclar[réf. souhaitée].

#### Protection du territoire national - opérationSentinelle
Avec les attentats de janvier 2015 et le déclenchement de l'opération Sentinelle, le régiment est engagé pleinement dans cette mission de protection du territoire national, en filigrane de sa préparation opérationnelle et de ses déploiements en OPEX.

#### Maintien de la paix au Sud Liban - Opération DAMAN XXX
De mars à juillet 2018, l'état-major, l'ECL et le 5e Escadron du 1er REC sont projetés au Sud Liban, dans le cadre de l'opération DAMAN XXX au sein de la Force intérimaire des Nations-Unies au Liban (FINUL). Il s'agit du premier mandat sous commandement "Légion" de cette opération débutée en 2006.

#### Missions dans les forces prépositionnées
Djibouti : de 1967 à 2011, le 1er REC fournit la majeure partie des éléments constituant l'escadron de reconnaissance de la 13e Demi-brigade de Légion étrangère, stationné à Oueah. Depuis le départ de la 13e DBLE, le régiment effectue régulièrement des missions de courte durée au sein du 5e Régiment interarmes d'outre-mer : 3e ESC en 2016, 2e ESC en 2017.
Guyane : des sections sont détachées au sein du 3e Régiment étranger d'infanterie pour participer aux opérations Harpie et Titan en 2006 et 2019 (1er ESC).
Nouvelle-Calédonie : des sections sont détachées au sein du Régiment d’infanterie de marine du Pacifique - Nouvelle-Calédonie en 2011 (4e ESC) et 2018 (3e ESC).
Gabon : des pelotons sont engagés dans les forces prépositionnées en 2011-2012 (5e ESC) et 2013 (ECL), et le régiment fournit un détachement de liaison et d'assistance opérationnelle en 2016 (1er ESC).
Sénégal : Le 3e ESC y est projeté en 2010.

### Le régiment aujourd'hui

#### Missions
Le 1er REC, en tant que régiment de cavalerie légère représente le fer de lance de la 'brigade au gant d'acier'.
Il est composé d'escadrons blindés et d'escadrons de reconnaissance et intervention.

##### Les escadrons blindés (EB)
Equipés d’engins blindés de reconnaissance et de combat JAGUAR (EBRC) et d'AMX 10 RC-R, ils sont l'arme de la reconnaissance offensive, du combat de rencontre qui prend et précise le contact. Leur principale plus-value réside dans leur capacité à délivrer en tout temps des feux puissants, rapides et très précis par l'intermédiaire de tirs directs sous blindage.

##### L'escadron de reconnaissance et intervention (ERI)
Equipés de VBL, ce sont des unités centrées sur l'acquisition du renseignement tactique et l'action anti-char. L'acquisition du renseignement est la raison d'être principale de l'ERI qui est sensibilisé à la recherche humaine élémentaire grâce à ses atouts: souplesse, discrétion, autonomie et faible  empreinte logistique.

#### Organisation

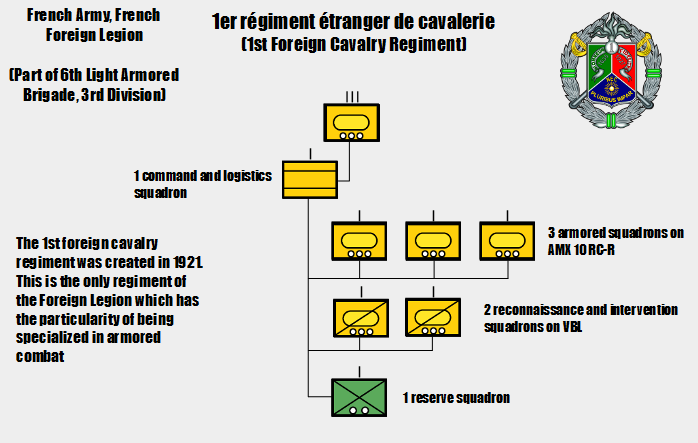
Organisation du 1er régiment étranger de cavalerie. ORBAT

Le 1er régiment étranger de cavalerie est articulé en 6 escadrons (900 hommes) auxquels s'ajoute un escadron de réserve (100 hommes) :
- l'escadron de commandement et de logistique (ECL) assure le soutien nécessaire au bon fonctionnement du régiment. Que ce soit au quartier, en exercice ou en mission, il fournit l'autonomie logistique ainsi que les moyens de vivre, de se déplacer et de combattre aux légionnaires ;
- trois escadrons blindés (1er, 2e, et 3e) composés de quatre pelotons blindés chacun. Ceux-ci sont équipés d’EBRC JAGUAR et d'AMX 10 RC-R, engin blindé roues canon à la fois mobile et puissant, doté d'un canon de 105 mm.
- Deux escadrons de reconnaissance et d'intervention (4e et 5e) composés chacun de quatre pelotons de reconnaissance et d'intervention. Ceux-ci sont équipés de VBL et peuvent s'articuler en format léger, éclairage, reconnaissance ou anti-char ;
- l'escadron de réserve (ER), qui participe à toutes les activités opérationnelles du régiment.

#### Matériels
Le régiment utilise les matériels majeurs propres à l'arme blindée et cavalerie :
- AMX-10 RC : engin blindé amphibie à six roues doté d'un canon de 105 mm, nécessite un équipage de quatre hommes (chef de char, pilote, chargeur et tireur) ;

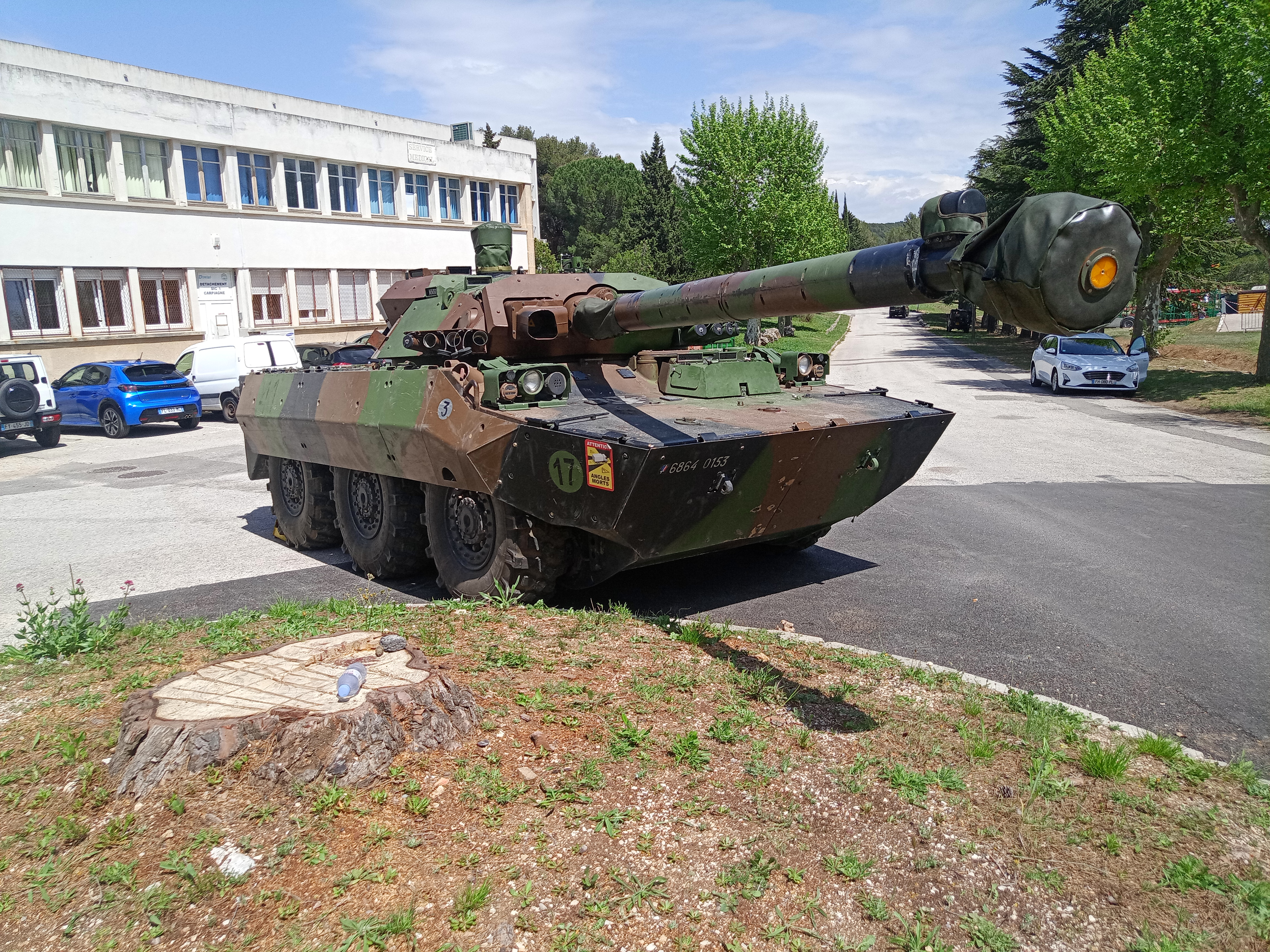
AMX 10 RC équipant le 1er REC en avril 2022

- VBL : véhicule blindé léger amphibie permettant le transport de 3 à 4 hommes sous blindage, avec possibilité d'installer de l'armement en superstructure (mitrailleuse de 12,7 mm et/ou missile Milan) ;

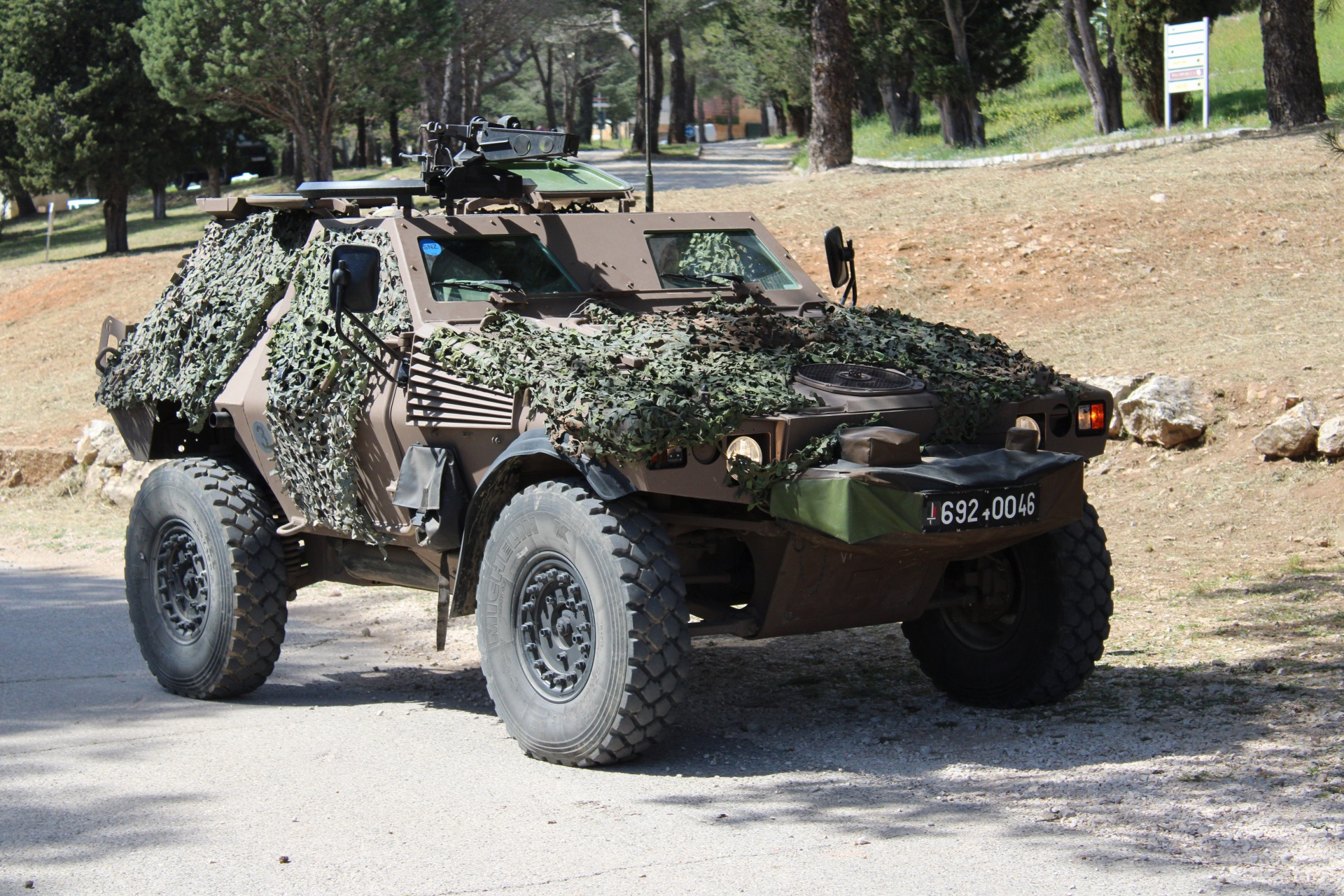
Panhard VBL équipant le 1er REC en 2024

- VAB : véhicule blindé amphibie qui est utilisé en tant que transport de troupe, véhicule sanitaire ou encore comme PC transmission.

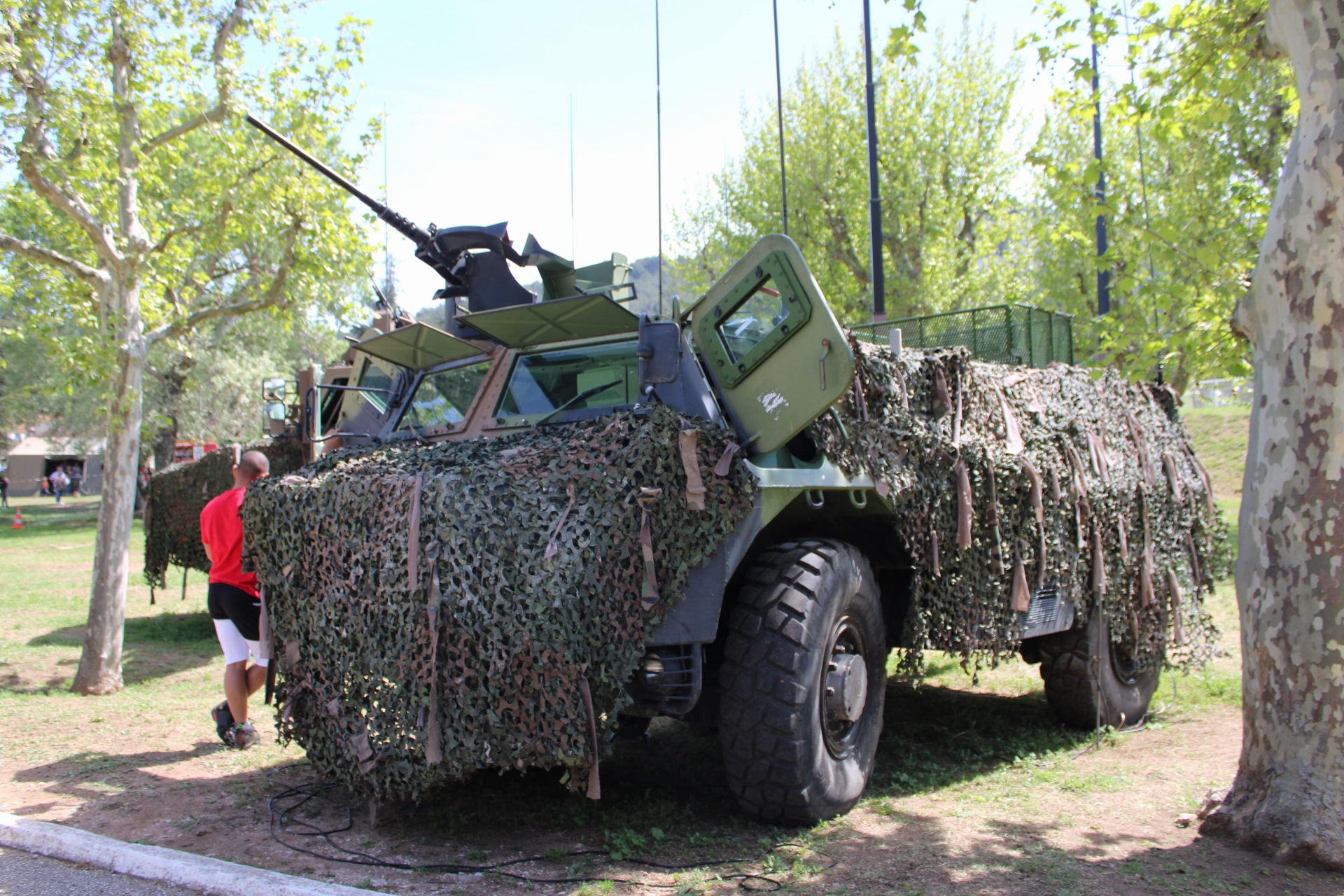
VAB équipant le 1er REC en 2024

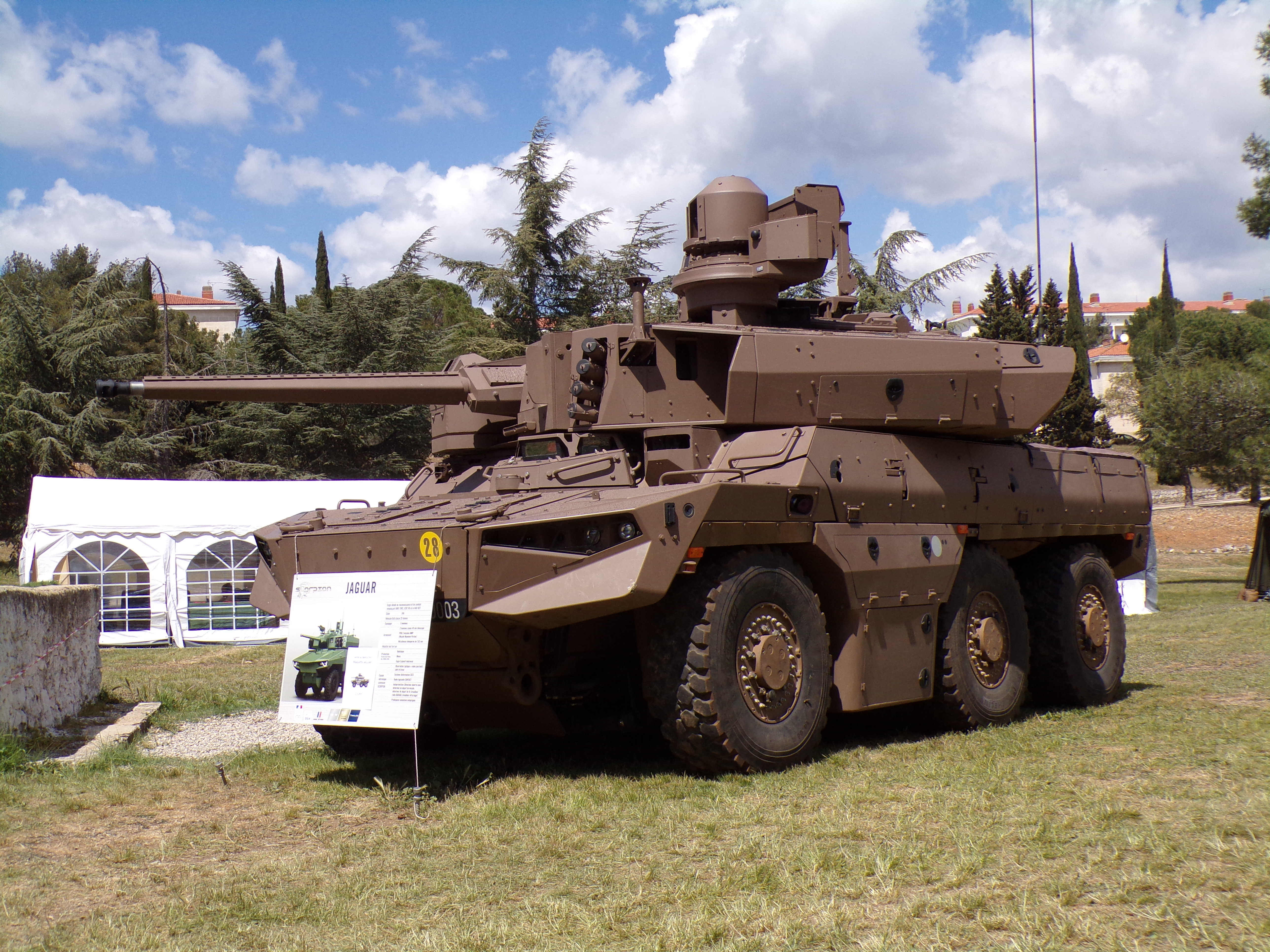
Jaguar équipant le 1er REC en 2023

- Jaguar équipant le 1er REC en 2023EBRC Jaguar : engin blindé à six roues armé d'un canon de 40 mm, de missiles anti-char, d'une mitrailleuse de 12,7 mm et servi par un équipage de 3 membres. Le 1er juin 2022, le 1er REC communique sur la formation en cours de ses équipages par les instructeurs du 1er RCA. Le régiment sera le premier à voir ses AMX-10 RC remplacés par ce nouvel engin blindé[4].
- VBMR Griffon : Engin blindé multi-rôle à 6 roues, servant principalement en remplacement des VAB.

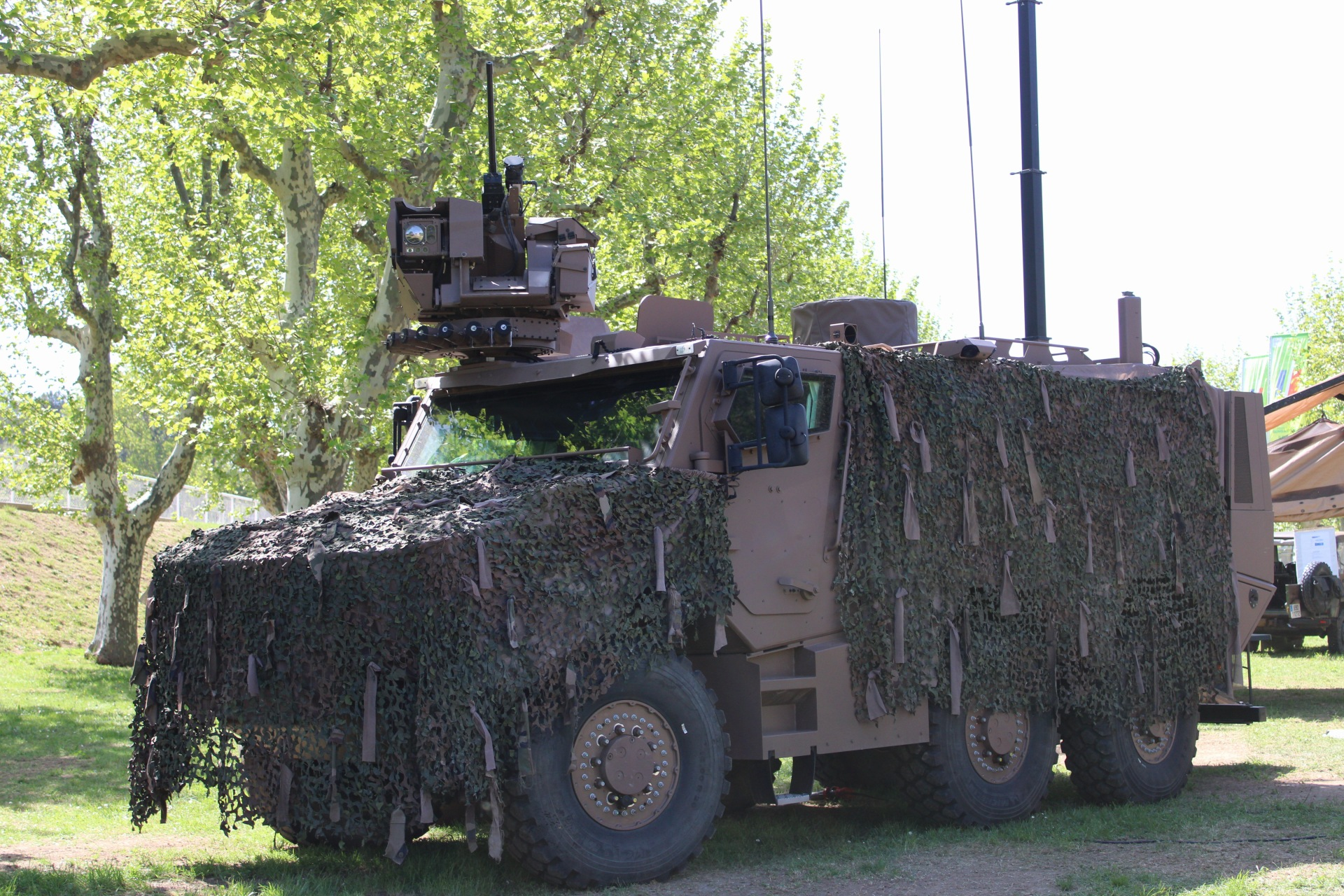
VBMR Griffon utilisé par le 1er REC en 2024

## Traditions
Le 1er REC, fort de sa double spécificité, respecte à la fois les traditions de la Légion et celles de la cavalerie.
23 avril : fête de Saint-Georges, saint patron de la Cavalerie
30 avril : cérémonie de commémoration de Camerone (combat du 30 avril 1863 au Mexique)
Son personnel porte les insignes de grades argentés, aux couleurs des armes à cheval dites "armes blanches", ainsi que la grenade argent à sept flammes de la Légion étrangère.

### Devise
Nec pluribus impar (« À nul autre pareil »)

### Insigne
En 1936, sous l'impulsion du capitaine Robert et sur ordre du lieutenant-colonel Berger, un projet d'insigne est mis en œuvre au sein du régiment. C'est celui du maréchal des logis Allnikine du 2e escadron qui est retenu, puis envoyé le 20 mai 1936 auprès de la maison Arthus-Bertrand à Paris. Depuis, l'insigne du 1er REC n'a jamais cessé d'être porté sans aucune modification.

### Étendard
Il porte, cousues en lettres d'or dans ses plis, les inscriptions suivantes :
- Camerone 1863
- Levant 1925-1927
- Maroc 1925-1927-1930-1934
- Ousseltia 1943
- Colmar 1945
- Stuttgart 1945
- Indochine 1947-1954
- AFN 1952-1962[6]
- Koweït 1990-1991[7],[8]

### Décorations
Sa cravate est décorée :
- De la fourragère aux couleurs de la croix de guerre 1914-1918 avec olive aux couleurs de la croix de guerre 1939-1945, puis de la fourragère aux couleurs de la croix de guerre des TOE[9].
- La Croix de guerre 1939-1945 avec trois palmes.
- La Croix de guerre des TOE avec quatre palmes.
- La Croix de la Valeur militaire avec une palme (attribuée le 11 juillet 2013 pour l'opération Tacaud au Tchad en 1978) et une étoile d'argent (pour l'opération Serval au Mali en 2013).

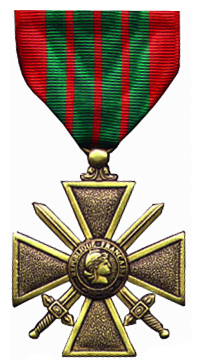
Croix de guerre 39-45 avec 3 palmes
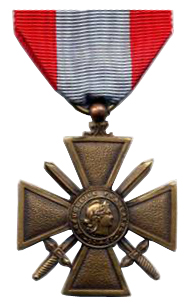
Croix de guerre des TOE avec 4 palmes
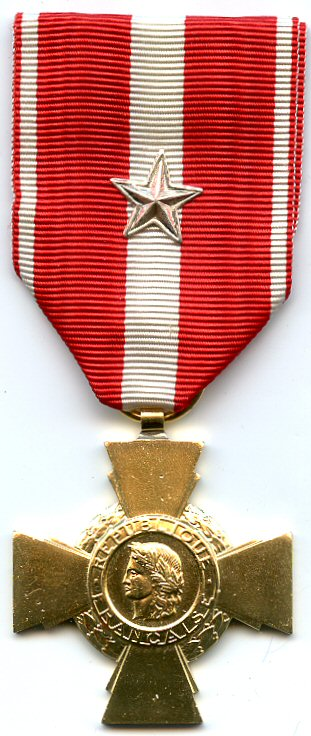
Croix de la valeur militaire avec étoile d'argent

#### 4eescadron
L'escadron fut cité pendant la campagne du Levant (1925) pendant les combats de Messifré et Rachaya. Ce second combat lui valut une citation à l'ordre de l'Armée du Levant ainsi que la Croix de guerre des TOE avec 2 palmes, et la médaille de 1re classe du Mérite libanais. C'est à ce titre que le personnel servant dans cet escadron porte ses fourragères de manière inversée par rapport à ceux des autres escadrons.
L'escadron a aussi été décoré le 19 novembre 2012 de la croix de la valeur militaire avec palme pour ses faits d'armes en Afghanistan.

### Chant
La colonne
Une colonne de la Légion étrangère

S'avance dans le bled en Syrie,

La tête de la colonne est formée

Par l'Premier étranger de cavalerie.

Les Druses s'avancent à la bataille,

En avant, légionnaires à l'ennemi,

Le plus brave au combat comme toujours,

C'est l'Premier étranger de cavalerie.

Un légionnaire tombe, frappé d'une balle,

Adieu mes parents, mes amis,

Toutes mes fautes, je les ai expiées,

Au Premier étranger de cavalerie.

Sur sa tombe, une simple croix s'élève,

Sur laquelle ces seuls mots sont inscrits,

Il a servi honnête et fidèle,

Au Premier étranger de cavalerie.
Nota : tout le personnel de la Légion, se doit de chanter au garde-à-vous, l'ensemble du chant dans la garnison du régiment.

## Personnalités ayant servi au sein du régiment
- André Mounier (1913-1941), résistant français, Compagnon de la Libération.
- Jean-Pierre Nouveau (1921-1991), résistant français, Compagnon de la Libération.